# Antena Stars
Antena StarsはルーマニアのAntena TV Group傘下に置くルーマニアのテレビチャンネル。2007年4月9日開局。